# Night of the Demon (album)
Albums de Demon
The Unexpected Guest
(1982)
Singles
1. Liar
Sortie : 5 août 1980
2. One Helluvah Night
Sortie : mai 1981
3. Ride the Wind
Sortie : 10 juin 1981

Night of the Demon est le premier album du groupe de hard rock anglais issu de la NWOBHM, Demon. Il est sorti en juin 1981 sur le label Carrere Records et a été produit par le groupe.

## Historique
Si le nom du groupe, la pochette de l'album et le morceau « Full Moon » qui introduit l'album pouvait laisser à penser que nous avons affaire à un groupe de la trempe de Venom, il en est rien « Night of the Demon » propose un hard rock mélodique.
L'album a été enregistré aux Cargo studios de Rochdale dans le nord de l'angleterre et a été produit par le groupe. Tous les titres sont composés par le chanteur Dave Hill et le guitariste Mal Spooner. Le lead guitariste Les Hunt joue également de la basse sur cet album, le bassiste Chris Ellis rejoindra le groupe alors que l'album était enregistré.
La réédition de 2003 contient quatre titres bonus, « Wild Woman » (face B du single « Liar »), « On the Road » (face B du single « Ride the Wind »), « Liar » dans sa version originale de 1980 et un remix de la chanson « Night of the Demon ».

## Liste des titres
- Tous les titres sont signés Dave Hill et Mal Spooner

### Face 1
1. Full Moon - 1:33
2. Night of the Demon - 3:16
3. Into the Nightmare - 3:58
4. Father of Time - 4:09
5. Decisions - 3:40

### Face 2
1. Liar - 3:13
2. Big Love - 4:14
3. Ride the Wind - 2:48
4. Fool to Play the Hard Way - 4:01
5. One Helluvah Night - 3:55

### Titres bonus réédition 2002
1. Wild Woman - 1:52
2. On the Road Again - 3:06
3. Liar (enregistrement original) - 3:27
4. Night of the Demon (remix) - 3:22

## Musiciens
- Dave Hill : chant
- Mal Spooner: guitare rythmique
- Les Hunt: guitare lead, basse
- John Wright: batterie, percussions
- Chris Ellis: basse